# Мурамилдипептид
Мурамилдипептид (МДП) — иммуностимулирующий гликопептид, представляющий собой низкомолекулярный фрагмент пептидогликана бактерий. Является минимальным биологически активным фрагментом, взаимодействующим с внутриклеточными NLR (NOD-Like Receptors) рецепторами (NOD1, NOD2, NALP3).
МДП входит в состав как грамположительных, так и грамотрицательных бактерий, состоящих из N-ацетилмурамовой кислоты, связанной своей молочной кислотой с N-концом дипептида L-аланина D-изоглутамина.
Может быть распознан иммунной системой как молекулярный паттерн, ассоциированный с патогеном, и активировать инфламмасому NALP3, что, в свою очередь, приводит к активации цитокинов, особенно IL-1α и IL-1β.
Мурамилпептиды регулярно образующиеся в организме при распаде микрофлоры являются естественными регуляторами иммунитета. Их взаимодействие с внутриклеточными рецепторами врождённого иммунитета запускает сигнальный каскад реакций, индуцирующих экспрессию большого количества генов, в частности, генов провоспалительных цитокинов (интерлейкинов IL-1, IL-2, IL-6, IL-8, IL-12, фактора некроза опухоли-альфа, интерферонов), молекул адгезии, острофазовых белков, ферментов воспаления (NO-синтазы и циклооксигеназы), молекул главного комплекса гистосовместимости, колониестимулирующих факторов (КСФ). Результатом активации NLR рецепторов, является воспалительная реакция организма, проявляющаяся в усилении антимикробной функции нейтрофилов, моноцитов и макрофагов, повышении цитотоксической активности макрофагов, естественных киллеров (NK-клеток), Т-киллеров, что в итоге приводит к элиминации патогена. А индукция синтеза КСФ активирует лейкопоэз, восстанавливая нарушенный баланс клеток крови, что особенно актуально при терапии онкологических заболеваний. Таким образом, мурамилпептиды участвуют в стимуляции всех форм противоинфекционной защиты организма: фагоцитоза, клеточного и гуморального иммунитета, а также гемопоэза, регулируя все звенья иммунной системы.
В настоящее время синтезировано несколько десятков производных мурамилпептидов. Некоторые из них прошли клинические испытания и применяются в России и за рубежом: ликопид (глюкозаминилмурамилдипептид, ГМДП), лиастен, mepact, murabutide и другие.